# Parafia św. Maksymiliana Marii Kolbe w Kosewie
Parafia świętego Maksymiliana Marii Kolbe w Kosewie – parafia rzymskokatolicka, znajdująca się w diecezji ełckiej, w dekanacie Mikołajki.